# Schwarzer Tod

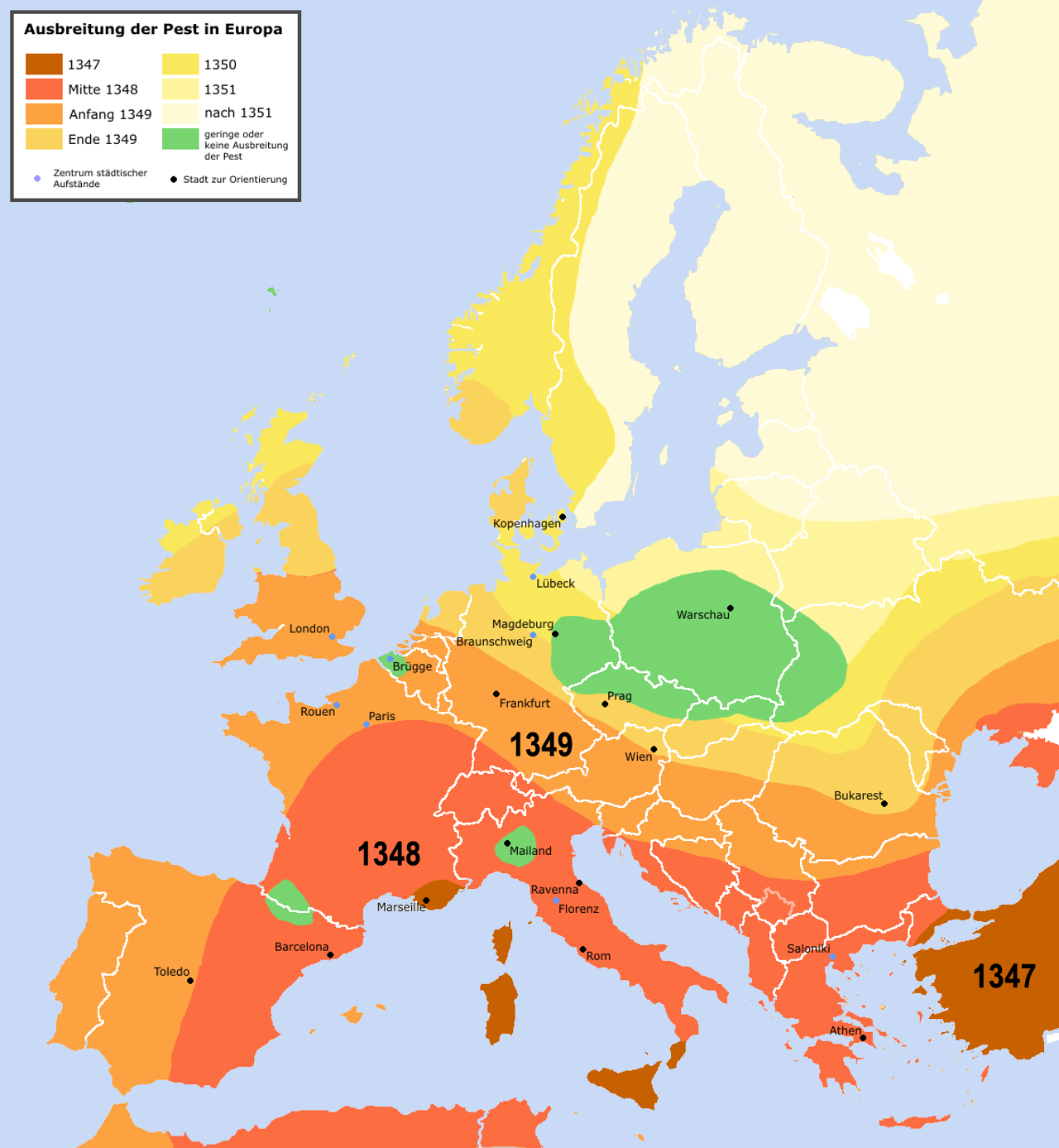
Ausbreitung der Pest in Europa zwischen 1347 und 1351

Als Schwarzer Tod wird das pandemische Auftreten der Pest im Europa des Spätmittelalters bezeichnet; dieser Seuche fielen zwischen 1346 und 1353 schätzungsweise 25 Millionen Menschen zum Opfer – ein Drittel der damals auf dem Kontinent lebenden Bevölkerung. Als Krankheitserreger dieser Infektionskrankheit gilt das Bakterium Yersinia pestis. Einige Autoren erweiterten den Begriff „Schwarzer Tod“ auch auf Ausbrüche der Pest, die nach dem Spätmittelalter auftraten, weil sich bei genetischen Untersuchungen von Yersinia pestis herausgestellt hatte, dass die meisten Subtypen des Bakteriums in einen einzigen phylogenetischen Baum integriert werden können.
Die Pandemie trat nach heutigem Wissensstand zuerst in Zentralasien auf und gelangte über die Handelsrouten (unter anderem über die Seidenstraße) nach Europa. Aus dem östlichen Mittelmeerraum verbreitete sich die Krankheit wahrscheinlich über Rattenflöhe in das restliche Europa, jedoch blieben einige Landstriche relativ verschont. Für das Gebiet des heutigen Deutschland wird geschätzt, dass jeder zehnte Einwohner während dieser Pandemie starb. Bremen, Hamburg, Köln und Nürnberg zählten dabei zu den Städten, in denen ein sehr hoher Bevölkerungsanteil starb. Sehr viel geringer war dagegen die Letalität im östlichen Gebiet des heutigen Deutschland.
Die sozialen Auswirkungen des Schwarzen Todes reichten sehr weit. Den Juden wurde vorgeworfen, durch Giftmischerei und Brunnenvergiftung die Pandemie verursacht zu haben. Dies führte in vielen Teilen Europas zu Judenpogromen und der Auslöschung jüdischer Gemeinden.

## Erreger
Seit der Entdeckung des Bakteriums Yersinia pestis gegen Ende des 19. Jahrhunderts war herrschende Meinung, dass es als Erreger für die als Schwarzer Tod bekannte Pandemie verantwortlich sei. Dafür sprechen die Eigenschaften von Yersinia pestis, zu denen ein extrem hohes Ansteckungspotential gehört, die mit der Infektion verbundenen Symptome sowie der Nachweis von Yersinia-DNA in Zahnmark bzw. Skeletten von Menschen des 8. und des 14. Jahrhunderts.
Neuere Forschungsergebnisse haben diese herrschende Meinung bestätigt. 2010 berichtete eine internationale Forschergruppe, dass sie aus mittelalterlichen Gräbern in Europa und Asien mehrere verschiedene genetische Varianten von Yersinia pestis isolieren konnte. Die Forscher zogen den Schluss, dass verschiedene Genvarianten des Bakteriums für den Schwarzen Tod verantwortlich waren. Die Ausbreitung sei von China über das Rote Meer nach Europa erfolgt. Im Oktober 2011 publizierte eine internationale Forschergruppe aus den USA, Großbritannien, Kanada und Deutschland in der Zeitschrift Nature, dass es nunmehr gelungen sei, das Erbgut des Pesterregers vollständig zu entziffern, der als Schwarzer Tod um das Jahr 1350 in Europa wütete. Das aus Skeletten auf einem Londoner Friedhof isolierte Bakterium Yersinia pestis sei zweifelsfrei als Erreger der Pestepidemie im 14. Jahrhundert ausgemacht. Die Forscher widersprachen damit anderen Experten, die bisher annahmen, auch andere Krankheitserreger könnten für den Schwarzen Tod verantwortlich gewesen sein. Das nächstverwandte heute existierende Pestbakterium unterscheidet sich nach Angaben der Wissenschaftler in seinem Aufbau nur an zwölf Stellen von der Form aus dem 14. Jahrhundert und ist dieser somit sehr ähnlich.
Im Vorfeld zu diesen Erkenntnissen waren von einzelnen Wissenschaftlern immer wieder andere Auslöser für diese Pandemie diskutiert worden: Erwogen wurden unter anderem Pocken, Fleckfieber, Cholera, Typhus, Milzbrand oder ein Hämorrhagisches Fieber. Begründet wurde dies unter anderem damit, dass einzelne überlieferte Merkmale nicht mit der von Yersinia pestis hervorgerufenen Krankheit übereinzustimmen schienen. Dazu gehörten die hohe Letalität und Ausbreitungsgeschwindigkeit. Bereits vor den Forschungsergebnissen von 2010 und 2011 galt vieles jedoch nicht mehr als stichhaltig. Eine Gruppe von Forschern an der Universität Marseille um Didier Raoult, Chef der Abteilung Klinische Mikrobiologie, vertritt die Ansicht, die Kleiderlaus (Pediculus humanis corporis), die Pestbakterien fast zwei Wochen in ihrem Blut behält und den Erreger so lange mit ihrem Kot ausscheidet, sei ein entscheidender Faktor der Übertragung gewesen. Bereits 1665 bewies der holländische Arzt Isbrand van Diemerbroeck, dass die Seuche durch infizierte Kleidung übertragen werden könne. Nicht allein Ratten und die von ihnen zum Menschen notgedrungen wechselnden Flöhe, sondern auch Personen, die mit pestverseuchten Kleiderläusen in ihrer Kleidung reisten, hätten auf diesem Übertragungsweg andere Menschen in bislang nicht von der Pest heimgesuchten Regionen anstecken können. Die geringe Ausbreitungsgeschwindigkeit bei einer Übertragung von Ratte zu Ratte ist demnach nicht mehr als begrenzender Faktor anzusehen, sondern die damalige Reisegeschwindigkeit von Menschen. Hierdurch erklärt sich auch die Überwindung einer Entfernung von mehr als 3200 km (Luftlinie) von Neapel bis Tromsø innerhalb von drei Jahren während der letzten großen Epidemie des Mittelalters.
Ein weiteres Argument gegen Yersinia pestis lieferte eine Mutation des Gens CCR5 beim Menschen, bei der 32 Basenpaare nicht vorhanden sind. Diese Mutation mit dem Namen CCR5Δ32 (CCR5-Delta32) wird bei etwa zehn Prozent der europäischen Bevölkerung gefunden, nicht aber in Asien oder Ostafrika. Mathematische Modelle zur Verbreitung dieser Mutation lassen auf einen großen Selektionsdruck vor etwa 700 Jahren schließen, dem Zeitpunkt des Schwarzen Todes in Europa. Neuere Untersuchungen deuten jedoch auf ein wesentlich höheres Alter für die ursprüngliche Mutation und den Selektionseffekt. Eine Aussage über den Selektionsfaktor wird damit nahezu unmöglich. Diese Mutation könnte ein genetischer Überlebensvorteil gegenüber dem Erreger gewesen sein, allerdings bietet sie keinen Schutz gegen Yersinia pestis. Als wahrscheinlichster damaliger Selektionsfaktor gelten heute die Pocken.

## Begriff „Schwarzer Tod“

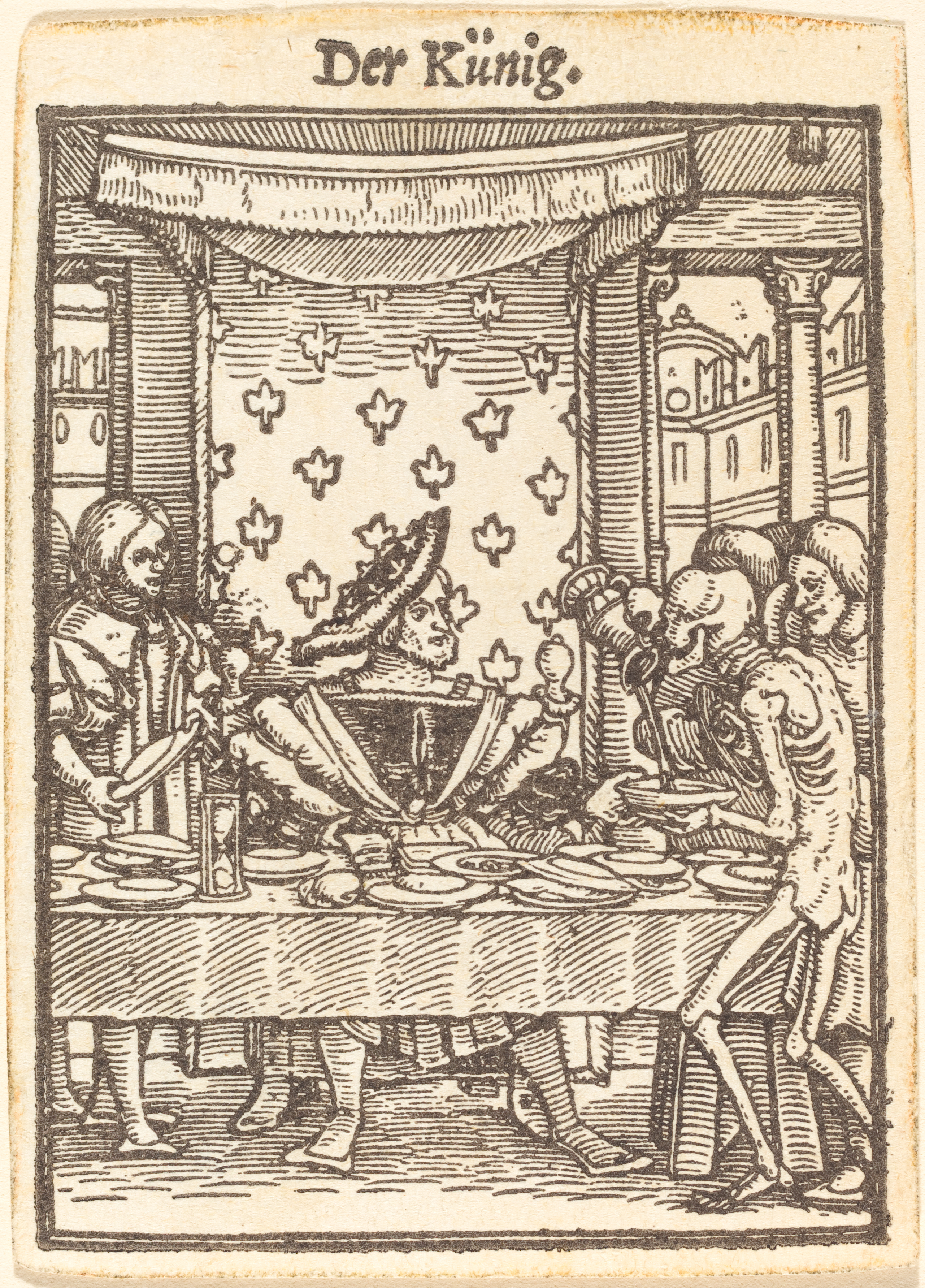
Ausschnitt aus dem Holzschnitt „Totentanz“ (Hans Holbein der Jüngere). Holbein verdeutlichte, dass der Tod nicht nach Stand unterscheidet.

Genau genommen handelt es sich bei dem berühmten Ausdruck „Schwarzer Tod“ als Bezeichnung für die mittelalterliche Pestepidemie um einen Anachronismus, der erst lange nach deren Ende in den Quellen nachweisbar ist und sicher „mindestens 100 Jahre später nicht in Umlauf war“. Er „dürfte sich von dem lateinischen atra mors ableiten, dem 'unglückbringendem Sterben.'“ Von wem und wann die Bezeichnung „Schwarzer Tod“ zuerst verwendet wurde, ist für Lechner „leider nicht zu eruieren“. Auch Justus Hecker führte in keiner europäischen Sprache eine Quelle vor dem 17. Jahrhundert an. Die gebildeten Zeitgenossen sprachen vielmehr von mortalitas magna („großes Sterben“), pestis magna („große Seuche“) oder pestilencia maxima („riesengroße Pestilenz“).
Die Metapher des „schwarzen“ Todes stammt ursprünglich aus dem Homerischen Griechisch. Das Maul der Skylla soll „Zahnreihen voll des schwarzen Todes“ enthalten haben. Der Gedanke wurde dann von römischen Dichtern als atra mors / mors atra übernommen. Atra, das ursprünglich „dunkel; schwarz, farblos“ bedeutete, stand hierbei für ein „poetisches Bild des Todes als dunkel und grausam“ („it was a poetic image of death as dark and terrible“). „Die übertragene Bedeutung von ater spielt bei den Römern eine viel größere Rolle als bei uns die des Wortes schwarz.“ So verwendet auch der Dichter Tibull (55–18/19 v. Chr.) das Wort in seinen Elegien:
- „Was für ein Wahnsinn ist es, den düsteren Tod durch Kriege herbeizuholen!“[18]
- „Hieltest du nur fern deine gierigen Hände, schwarzer Tod (Mors nigra), hieltest du sie nur fern, dunkler Tod (Mors atra)!“[19]

„Die atra mors, auch mitunter personificirt gedacht als ‚atra Mors‘, hat natürlich mit dem, was bei uns Schwarzer Tod heißt, nichts zu tun, […], vielmehr soll durch 'atra' nur das Furchtbare des Sterbens überhaupt, das Unheimliche, das für den Lebenslustigen der Gedanke an den Tod hat, bezeichnet werden.“
Ebenfalls in metaphorischer Bedeutung verwendet lange nach Tibull der belgische Kanoniker Simon de Couvin, der als Arzt tätig war und sich mit Astrologie beschäftigte, 1350 den sinnverwandten Ausdruck nigra mors (der „schwarze“ Tod = der „unheilvolle“ Tod) in einem Traktat über die Konjunktion der Planeten Saturn und Jupiter, der er die Schuld für die Pandemie gab.
Insbesondere aus der Medizingeschichte kommende Autoren schreiben den Ursprung des seit Beginn des 17. Jahrhunderts als Bezeichnung für die Pest von 1348 vor allem im Volksmund gebräuchlich gewordenen Begriffs „Schwarzer Tod“ vor allem den Nekrosen zu, die sowohl um die Einstichstelle als auch an den Fingern und um die in der Leistengegend und den Achselhöhlen auftretenden Bubonen (Pestbeulen) entstehen. Im Decamerone werden von Boccaccio überall am Körper auftretende schwarze oder bläuliche Flecken als Vorboten des Todes beschrieben. Von verschiedenen Autoren des 19. Jahrhunderts (wie Bernhard Maximilian Lersch, Justus Hecker und Heinrich Haeser) wurden unter anderem Zyanose des Kranken, „schwarze oder braune Hautflecken, die auch das Gesicht schwärzlich erscheinen liessen“, dunkelblutiger Auswurf, eine dunkelbraune, fuliginöse (rußig belegte) Zunge, dunkel (schwarz) entleerter Harn, schwärzliche Stuhlentleerungen und dunkles Blut bei der Lungenpest als Gründe für deren Benennung mit Schwarzer Tod genannt. Der Name könnte dann auch auf die Beulenpest übertragen worden sein, wenn diese sich durch das Speien dunklen Blutes bzw. schwarzes Erbrechen durch frühere Erscheinungsformen bei Pestepidemien unterschied.
Der deutsche Arzt Justus Friedrich Karl Hecker griff 1832 diese Bezeichnung wieder auf. Unter dem Eindruck der gerade grassierenden Choleraepidemie fand seine Publikation Der schwarze Tod im vierzehnten Jahrhundert über die Pandemie 1347–1353 große Beachtung. Sie wurde 1833 ins Englische übersetzt und in den Folgejahren mehrfach neu gedruckt. Die Begriffe „Black Death“ bzw. „Schwarzer Tod“ bürgerten sich damit vor allem im englisch- und deutschsprachigen Raum als Bezeichnung für die Pandemie des 14. Jahrhunderts ein.
Wissenschaftler des 20. Jahrhunderts sind der Meinung, dass die wörtliche bzw. „über-wörtliche“ („over-literal“) Übersetzung von atra mors mit „Schwarzer Tod“ eine Fehlübersetzung („mistranslation“, „misunderstanding“) ist, da das lateinische Adjektiv atra in diesem Zusammenhang nicht „schwarz(farbig)“, sondern „schrecklich“ („terrible“) bedeutet. „[atra] hat nichts zu tun mit diagnostischen Symptomen, wie Personen oft glauben, die eine rationale Erklärung für diesen bildhaften Ausdruck suchen“ („It has nothing to do with diagnostic symptoms, as persons seeking a rational explanation for this graphic name often believe.“).
Ronald D. Gerste schrieb in der ÄrzteZeitung: „Eins war der Schwarze Tod nicht: schwarz.“ Er übersetzt atra mors mit „Grausamer Tod“ (als Bezeichnung für die Pest zu allen Zeiten).

## Vorgeschichte in Europa
Zahlreiche Faktoren führten dazu, dass sich die Bevölkerung im anfangs dünn besiedelten Europa von 900 bis 1300 vervierfachte. Dies ging mit der Urbarmachung von Land, dem Entstehen zahlreicher neuer Städte und dem Wachstum der alten Städte einher. Die am weitesten entwickelten Gebiete Europas lagen im südlichen England, im nördlichen Frankreich in den Tälern der Seine und der Loire, umfassten das Gebiet um Paris sowie das deutsche Rheintal, die nördlichen Hansestädte sowie Flandern und die Niederlande und das nördliche Italien von der Poebene bis nach Rom. Dieses Kerngebiet war deutlich stärker bevölkert als das übrige Europa, und in diesen Gebieten befanden sich auch die größten Städte. Die europäische Gesellschaft vor 1300 besaß gut ausgestattete Universitäten, errichtete beeindruckende gotische Kathedralen und erlebte eine künstlerische und literarische Blütezeit. Zwischen 1214 und 1296 behinderte vor allem in Westeuropa kein größerer Krieg die Weiterentwicklung der Gesellschaft.
Während Theologie und Philosophie an den Universitäten große Rollen spielten, wurde den Naturwissenschaften wenig Aufmerksamkeit gewidmet. Die wenigen chemischen Kenntnisse, die man besaß, fanden nur in der Alchemie Verwendung; was man über Astronomie wusste, wurde für Astrologie und Wahrsagung genutzt. Insbesondere das medizinische Wissen um Zusammenhänge von Infektion und Infektionskrankheiten war wenig entwickelt. Man hielt an der antiken Viersäftelehre fest, die fieberhafte Erkrankungen auf einen Überschuss an innerer und äußerer Feuchtigkeit und Hitze zurückführte. Zwar gab es seit dem 13. Jahrhundert erste seuchenhygienische Vorschriften. Doch obwohl die Bibel lehrte, dass von Infektionen Betroffene von der Gemeinschaft abgesondert werden mussten, und das im Fall der von der Lepra Betroffenen auch geschah, wurde die Notwendigkeit einer Isolation von Pestkranken und der Sperrung des Zugangs zu den Städten von den Ärzten kaum erkannt. Wenn überhaupt, wurden diese Maßnahmen von strengen Stadtregierungen (wie in Mailand von Gian Galeazzo Visconti) und Polizeibehörden durchgesetzt. In vielen Fällen neigten diese jedoch auch zur Verharmlosung der Pandemie, um Panik zu vermeiden, und reagierten zu spät. Zwar war der Nutzen von Isolation und Quarantäne evident, und es gab keine medizinischen Behandlungserfolge auf der Grundlage der Viersäftelehre zu verzeichnen (außer vielleicht dem rechtzeitigen Aufschneiden von Pestbeulen). Doch war die Erinnerung an die Justinianische Pest und die damals üblichen Isolationsmaßnahmen weitgehend erloschen. So hielt sich die eine effektive Prävention verhindernde Säftelehre bis ins 16. Jahrhundert, als erstmals in der Neuzeit Spekulationen über die Möglichkeit von Infektionen durch kleine kaum sichtbare Tierchen aufkamen. Wie Norman Cantor feststellte, hatte die mittelalterliche Gesellschaft vor allem nichtmedizinische Antworten auf die verheerenden Auswirkungen einer Pandemie – Gebet und Sühne sowie die Suche nach Sündenböcken. Die Massengottesdienste und Prozessionen befeuerten jedoch nur die Pandemie.
Krisenhafte Entwicklungen setzten allerdings schon vor dem Ausbruch des Schwarzen Todes ein. Ab 1290 kam es in weiten Teilen Europas zu lang anhaltenden Hungersnöten. Untersuchungen über die Entwicklung des Weizenpreises im englischen Norfolk lassen darauf schließen, dass es zwischen 1290 und 1348 neunzehn Jahre gab, in denen Weizen ein knappes Gut war. Für das französische Languedoc ergeben ähnliche Untersuchungen zwanzig Jahre mit Knappheit an Nahrungsmitteln im Zeitraum von 1302 bis 1348. 1315 bis 1317 waren in ganz Nordeuropa Hungerjahre. In den Jahren 1346 und 1347 herrschte Hunger in Süd- und Nordeuropa. Bereits 1339 und 1340 traten in italienischen Städten Seuchen auf, was zu einem deutlichen Anstieg der Sterblichkeit führte. Die Quellen lassen darauf schließen, dass es sich bei diesen Seuchen überwiegend um Darminfektionen handelte.
Weithin beklagt wurden in Europa Disziplinlosigkeit und Autoritätsverlust der Institutionen, vor allem der Klöster und Orden. So verkörperte der Ausbruch der Pest für viele nur den Höhepunkt einer dekadenten spätzeitlichen Entwicklung; er war Ausdruck der Unberechenbarkeit der Welt oder der gerechten Strafe Gottes.

## Ausbruch der Pandemie in Asien und Ausbreitung in Europa

### Die Justinianische Pest
Die offenbar erste und einzige große europäische Pestepidemie vor Ausbruch des Schwarzen Todes war die Justinianische Pest zur Zeit Kaiser Justinians (527–565) gewesen, die als die größte antike Pestepidemie Europas gilt. Sie brach vermutlich 541 im Orient aus und breitete sich sehr schnell im ganzen Mittelmeergebiet aus. Aufgrund der detaillierten Schilderungen des spätantiken Historikers Prokopios und der DNA-Analyse von Toten aus dem 6. Jahrhundert geht die Forschung inzwischen davon aus, dass es sich bei dieser Seuche tatsächlich um die Beulenpest handelte, die aber möglicherweise zusammen mit anderen Krankheiten auftrat. Sie trat bis ca. 770 in etwa zwölfjährigem Rhythmus in Erscheinung und hatte nach Ansicht mancher Historiker weitreichende Folgen, da durch den Rückgang der Bevölkerungszahlen im Nahen Osten und Mittelmeerraum ein geopolitisches Machtvakuum entstanden sei, das erheblich zur islamischen Expansion beigetragen habe. Diese Zusammenhänge sind allerdings sehr umstritten, zumal sich die tatsächlichen Folgen der Justinianischen Pest kaum abschätzen lassen.
Ab 632 stand Bab al-Mandab, die rund 27 Kilometer breite Meeresstraße und einzige natürliche Verbindung des Roten Meeres mit dem Indischen Ozean, unter muslimischer Kontrolle, was direkte Kontakte zwischen der christlichen Mittelmeerwelt und Asien erschwerte. Allerdings bleibt die Frage ungeklärt, wieso die Pest ausgerechnet um 770 – also 230 Jahre nach ihrem ersten Ausbruch und 140 Jahre nach dem Beginn der islamischen Expansion – auf einmal für fast sechs Jahrhunderte völlig aus Europa verschwunden zu sein scheint.

### Ursprung in Asien
Besser als ihr Verschwinden lässt sich vermutlich ihr erneutes Erscheinen erklären: Frühere Forschung ging davon aus, dass die Pandemie ihren Ursprung entweder zwischen 1330 und 1340 in China oder in einer Hochebene Zentral-Eurasiens, die der heutigen Region von Afghanistan, Turkmenistan, Usbekistan entspricht, hatte. Nahezu alle neueren Publikationen gehen seit 2021 dezidierter davon aus, dass der Stamm des Bakteriums Yersinia Pestis, der den Schwarzen Tod in Europa zur Folge hatte, einem Reservoir um Tian Shan in Kirgisistan entstammt. Es konnten sowohl ältere als auch neuere paläogenetische Proben mittels fortgeschrittener genetischer Methoden der Umgebung des Sees Yssykköl in diesem Gebiet zugeordnet werden. Darunter wurde eine Probe analysiert, die einen bisher unbekannten Stamm von Yersinia Pestis (0.ANT5) hervorbrachte. Es handelt sich um einen Stamm, der älter ist als die anderen bekannten Stämme. Er weist dadurch ein evidentes und durables Reservoir des Prägenoms des Schwarzen Todes nach. Zudem wurden auch weitere Stämme von Yersinia Pestis dort nachgewiesen (0.ANT2, 0.ANT3 und 2.MED1). Aus Quellen lassen sich Handelsrouten nachvollziehen, die den See als mögliche Zwischenstation im Europa-Asienhandel beschreiben (Practica della Mercatura). Nach einer Hypothese des Autors William Bernstein erlaubte die auf den Mongolensturm im 13. Jahrhundert folgende Ära der Pax Mongolica erneut intensive und direkte Handelskontakte zwischen Europa und Asien. Durch diesen regen Austausch konnten auch Pestbakterien erneut nach Europa eingeschleppt werden. So ist es wohl kein Zufall, dass in Europa die Pest auf der Krim ausbrach, wo die Handelsleute aus Genua und Venedig direkten Kontakt mit den asiatischen Händlern hatten, die die durch die Mongolenherrschaft stabilisierten Handelswege über Land nach Europa nutzten. Philip Alcabes vertritt die Auffassung, dass aus lokalen wilden Nagetierpopulationen das Pestbakterium auf Ratten übertragen wurde, die in der Nähe der Handelskarawanen lebten und so auch in die größeren kommerziellen Zentren gelangten, die die verschiedenen Handelsrouten miteinander verbanden.
Allerdings bleibt die Frage ungeklärt, weshalb der Schwarze Tod in China und Indien keine vergleichbare Zahl an Toten forderte; im ähnlich dicht bevölkerten Indien des 14. Jahrhunderts kam es beispielsweise sogar zu einem Bevölkerungsanstieg statt zu einem massiven Bevölkerungsrückgang wie in Europa, und im viel dichter besiedelten China starben mehr Menschen an Hungersnöten und den Kriegen gegen die Mongolen als am Schwarzen Tod. Es gibt auch keine historischen Aufzeichnungen über eine Pandemie, die mit dem Schwarzen Tod in Europa vergleichbar wäre.

### Der Weg nach Europa

Ausbreitung des Schwarzen Todes in Europa im Zeitraum 1346 bis 1353

1338 oder 1339 suchte die Pest die christliche Gemeinschaft der Assyrischen Kirche am Yssykköl-See im Mongolischen Reich, heutiges Kirgisistan, heim. 1345 erkrankten die ersten Menschen in Sarai an der unteren Wolga und auf der Krim, beides im Reich der Goldenen Horde, einem Teilreich des späten Mongolischen Reiches. Im Jahr 1346 erkrankten erste Einwohner von Astrachan. Im selben Jahr erreichte die Krankheit die Grenzen des damaligen Europas: Die Goldene Horde trachtete danach, die Halbinsel Krim zurückzugewinnen, und belagerte daher die von den Genuesern gehaltene Hafenstadt Kaffa. Mit dem Gefolge des Heers der Goldenen Horde kam offenbar auch die Krankheit vor die Stadtmauern. Berichtet wird, dass die Belagerer Seuchentote auf ihre Katapulte banden und sie in die Stadt schleuderten. Die Einwohner von Kaffa sollen diese Leichname sofort ins Meer geworfen haben. Die Annahme, dass der Schwarze Tod durch eine solche biologische Kriegsführung nach Europa gekommen sei, gilt heute als veraltet. Dennoch gilt die Pest-Route über Kaffa und das Schwarze Meer in den Mittelmeerraum als weitreichend belegt. Die Historikerin Hannah Barker konnte 2021 nachweisen, dass dementgegen gerade der Handel mit Getreide nach Aufhebung einer genuesischen Handels-Blockade von mongolischen Häfen gegen das Heer der Goldenen Horde nach der Niederlage Janibegs zur schnellen Verbreitung des Erregers beigetragen hat. Die Handelsembargos hatten die Lieferung von Getreide aus dem mongolischen Festland um ein gutes Jahr verzögert. Die Wiederaufnahme der Handelsbeziehungen machte es nun möglich, große Mengen an teils eingelagertem und teils frisch herangeschafftem Getreide in kurzer Zeit nach Europa zu verschiffen. Die Flöhe, die sich im Getreide vermehrt hatten, konnten den Erreger auf diese Weise potenziert nach Europa transportieren. Die durch die Mongolen verursachte Störung der Handelskette hatte die Pest – entgegen der erwähnten Annahme einer biologischen Kriegsführung – sogar für einen kurzen Zeitraum von Europa fernhalten können. Dies lässt sich auch durch historiographische Ausbruchsdaten belegen.
Mit dem Vordringen der Pandemie nach Kaffa geriet die Krankheit in das weitverzweigte Handelsnetz der Genueser, das sich über die gesamte Mittelmeerküste erstreckte. Von ihren Schiffen verbreitet, gelangte die Krankheit 1347 nach Konstantinopel, Kairo und Messina auf Sizilien, wo 1347 ein Schiff eintraf, dessen Mannschaft zum größten Teil bereits an der Pest gestorben war. Von dort aus breitete sie sich in den folgenden vier Jahren rasch zuerst über den See-, dann auch über den Landweg über ganz Europa aus. Sie nahm dabei im Wesentlichen zwei Ausbreitungswege:
- Mit Schiffen, deren Besatzung infiziert war, gelangte der Krankheitserreger von Genua nach Marseille, von wo aus die Pandemie der Rhone in Richtung Norden folgte. Nach kurzer Zeit erreichte sie das Languedoc und Montpellier, im August 1348 auch Carcassonne und Bordeaux, Aix und Avignon, wo sie sich sieben Monate hielt. Avignon war zu jener Zeit Papstresidenz und eine der wichtigsten Städte Europas. Schon im März 1348 hatte die Pest Toulouse erreicht und im Mai Paris.[46]
- Die zweite Ausbreitungswelle ging von Venedig aus. Von dort gelangte die Seuche über den Brenner nach Österreich. Über Tirol kam der Schwarze Tod nach Kärnten, anschließend in die Steiermark und erreichte dann erst Wien. Wien war die einzige Stadt, in der jeder Sterbende das letzte Sakrament erhielt, was dafür spricht, dass es in Wien besser als in anderen Städten gelang, die soziale Ordnung angesichts der ausgebrochenen Epidemie aufrechtzuerhalten.

Im Gebiet des heutigen Deutschlands, in Norwegen (siehe Pestepidemien in Norwegen), Schweden, England und Irland trat die Seuche erstmals im Jahr 1349 auf.
Um die Ansteckungsgefahr zu vermindern, wurden nach 1347 einlaufende Schiffe, auf denen man die Krankheit vermutete, für 40 Tage isoliert (Quarantäne, aus französisch „une quarantaine de jours“ = Anzahl von 40 Tagen). Die Erfindung dieser Maßnahme wird Venedig zugeschrieben. Die verhängte Quarantäne mag zwar die Schiffsbesatzung vom Landgang abgehalten haben; sie verhinderte aber nicht, dass infizierte Ratten an den Schiffstauen entlang an Land gelangten (die heute verwendeten Rattenbleche waren noch unbekannt) und so zur Weiterverbreitung der Krankheit beitrugen.

## Auswirkungen und Reaktionen

### Unmittelbare Reaktion der Gesellschaft auf die Herausforderungen
Der Zeitzeuge Boccaccio hat in seinem Werk Decamerone eindrucksvoll geschildert, wie nach dem Ausbruch der Pandemie viele Einwohner von Florenz ihren sozialen Verpflichtungen nicht mehr nachkamen:

„Wir wollen darüber schweigen, dass ein Bürger den anderen mied, dass fast kein Nachbar für den anderen sorgte und sich selbst Verwandte gar nicht oder nur selten und dann nur von weitem sahen. Die fürchterliche Heimsuchung hatte eine solche Verwirrung in den Herzen der Männer und Frauen gestiftet, dass ein Bruder den anderen, der Onkel den Neffen, die Schwester den Bruder und oft die Frau den Ehemann verließ; ja, was noch merkwürdiger und schier unglaublich scheint: Vater und Mutter scheuten sich, nach ihren Kindern zu sehen und sie zu pflegen – als ob sie nicht die ihren wären (…) Viele starben, die, wenn man sich um sie gekümmert hätte, wohl wieder genesen wären. Aber wegen des Fehlens an ordentlicher, für den Kranken nötiger Pflege und wegen der Macht der Pest war die Zahl derer, die Tag und Nacht starben, so groß, dass es Schaudern erregte, davon zu hören, geschweige denn es mitzuerleben.“

Viele der Menschen, welche den Schwarzen Tod als Gottesstrafe ansahen, fanden zu dieser Zeit den Trost in der Religion. Religiöse Bewegungen entstanden spontan im Gefolge oder in Erwartung der Seuche – viele davon forderten das Monopol der Kirche auf geistliche Lenkung heraus. Bittgottesdienste und Prozessionen kennzeichneten den Alltag. Flagellanten zogen in „Geißlerzügen“ durch die Städte. Der „Pestheilige“ St. Rochus wurde intensiv verehrt, Pilgerfahrten nahmen zu. An vielen Orten zeugen Kirchen und andere Monumente wie so genannte Pestsäulen von der Angst der Menschen und ihrem Wunsch nach Erlösung von der Seuche.
Verschiedene Menschen versuchten jede Minute ihres Lebens noch auszukosten, und mit Tanz und Musik versuchte man, dem Schwarzen Tod zu entgehen. Der italienische Chronist Matteo Villani schrieb:

„Die Menschen, in der Erkenntnis, dass sie wenige und durch Erbschaften und Weitergabe irdischer Dinge reich geworden waren, und der Vergangenheit vergessend, als wäre sie nie gewesen, trieben es zügelloser und erbärmlicher als jemals zuvor. Sie ergaben sich dem Müßiggang, und ihre Zerrüttung führte sie in die Sünde der Völlerei, in Gelage, in Wirtshäuser, zu köstlichen Speisen und zum Glücksspiel. Bedenkenlos warfen sie sich der Lust in die Arme.“

Eine funktionierende Wirtschaft konnte unter dem Eindruck einer Pandemie nicht mehr aufrechterhalten werden. Arbeitskräfte starben, flohen und nahmen ihre Aufgaben nicht mehr wahr. Vielen schien es sinnlos, die Felder zu bestellen, wenn der Tod sie doch bald ereilen würde.

### Reaktion der Ärzte

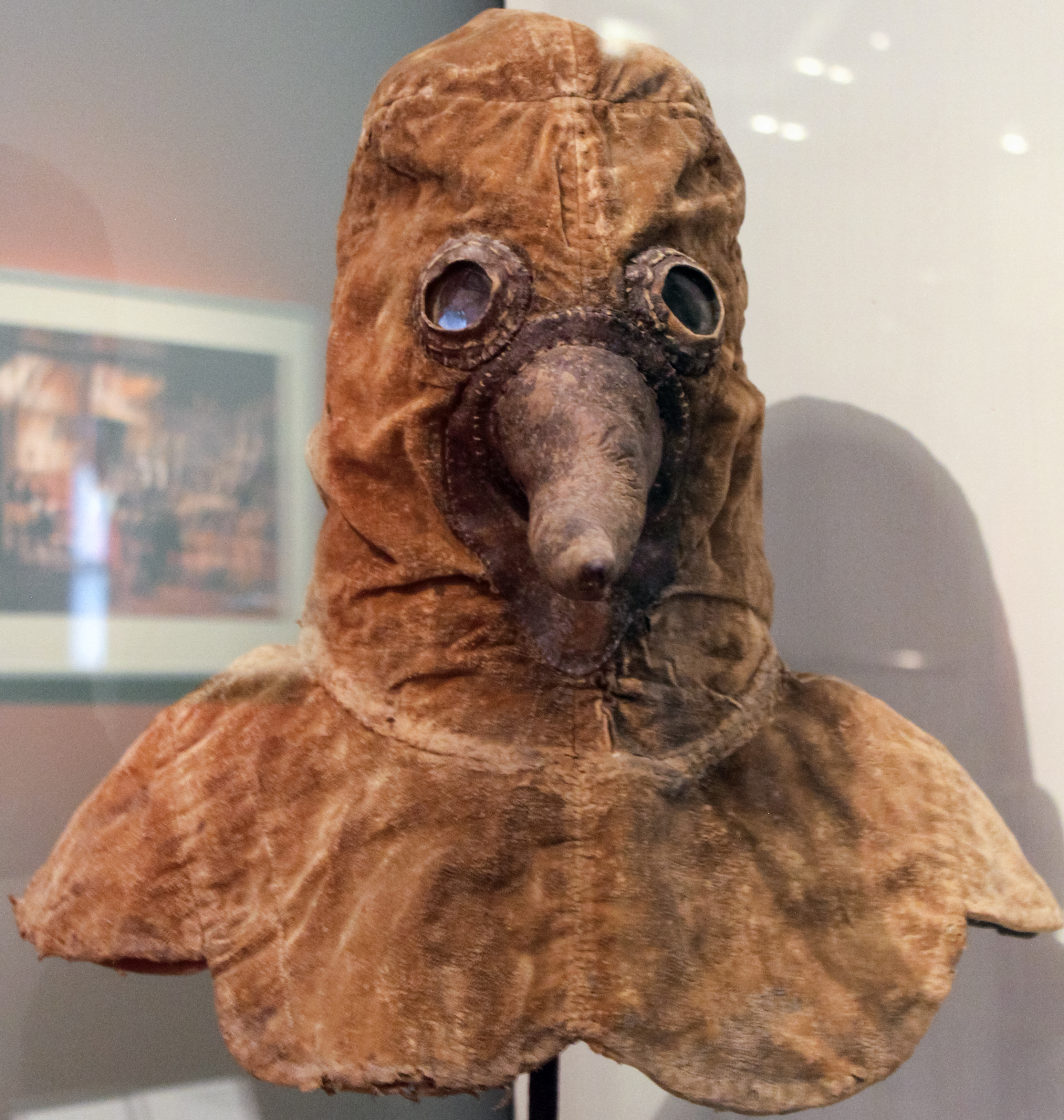
Nachbildung einer Pesthaube, mutmaßlich 17. oder 18. Jahrhundert: Dass Ärzte zum Schutz vor der Pest ein Ledergewand mit Überwurf und eine Schnabelmaske trugen, ist eine Legende aus späterer Zeit. Üblich waren eher gepresste Leinenanzüge. Das gezeigte Exemplar mit dem schnabelartigen Fortsatz hat keine Luftlöcher und der Abstand der Augenlöcher ist zu groß. Sie wurde nachweislich nie getragen

Die Ärzte dieser Zeit griffen zur Behandlung und Vorbeugung dieser für sie rätselhaften Krankheit auf das medizinische Wissen des antiken Arztes Hippokrates und seines Nachfolgers Galen zurück, nach dessen Lehren diese Infektion eine Fehlmischung der vier Körpersäfte Blut, Schleim, gelbe und schwarze Galle war – das Prinzip der Ansteckung war dagegen der galenischen Medizin unbekannt. Eine Ansteckung von Tier zu Mensch war gänzlich unvorstellbar. Stattdessen vermutete man anhand der Miasmentheorie, dass faul riechende Winde die Krankheit aus Asien nach Europa trügen oder dass sie durch Dämpfe aus dem Erdinneren verursacht werde.
Zur medizinischen Behandlung der Beulenpest entstanden um 1350 spezielle, zum Teil weit verbreitete Ratschläge zu auch von Laien durchzuführenden medikamentösen und diätetischen Maßnahmen sowie zur Anwendung von Aderlässen und nassem Schröpfen.
Obskure Ratschläge machten die Runde. So sollten beispielsweise die Fenster nur nach Norden geöffnet werden, Schlaf zur Tageszeit sowie schwere Arbeit sollten den Ausbruch einer Seuchenerkrankung fördern und deswegen vermieden werden. Als gefährlich galten feuchtschwüles Klima und Südwind, die Luft über stehenden Gewässern aller Art. Die Seuche werde durch die Schönheit junger Mädchen angezogen, hieß es. Tatsächlich jedoch starben mehr Männer als Frauen, mehr Junge als Alte.
Die Medizinische Fakultät von Paris, von Philipp VI. im Oktober 1348 mit einer Untersuchung über die Ursache der Krankheit beauftragt, kam in ihrem verschiedene epidemiologische Aspekte und therapeutische Möglichkeiten enthaltenden Seuchengutachten zu dem Schluss, dass die Seuche durch eine am 20. März 1345 eingetretene ungünstige Dreierkonstellation aus Saturn, Jupiter und Mars ausgelöst worden sei. Der umbrische Arzt Gentile da Foligno sah darin den Ursprung des Pesthauchs, contagion (ein durch die Luft übertragenes, epi- oder pandemisches Seuchengeschehen). Der Erklärungsansatz wurde europaweit als der wissenschaftlichste angesehen und in viele europäische Landessprachen übersetzt, und insbesondere der Maßnahmenkatalog zur Seuchenprävention des Pariser Pestgutachtens fand bald nach 1349 über Frankreich hinaus weite Verbreitung. Gemeinsam mit den diätetisch-kurativen Empfehlungen und Rezepten aus dem Sinn der höchsten Meister von Paris („sinn der hogistin meyster von Paris“) wurde der an die Gattin eines Plauener Vogtes gerichtete, sogenannte „(Pest-)Brief an die Frau von Plauen“ zwischen Österreich und Flandern verbreitet. Darin wird der sofortige Aderlass bei Auftreten von Pestbeulen (Bubonen) empfohlen (je nach Auftreten der Pestbeulen an acht verschiedenen Stellen). Ein häufiges von den Ärzten angewandtes Mittel gegen die Pest war das Verbrennen aromatischer Substanzen. Papst Klemens VI. verbrachte die Zeit des Ausbruchs in Avignon zwischen zwei großen Feuern, die in seinen Gemächern brannten und ihn wohl vor einer Ansteckung bewahren sollten.
Langfristig bewirkte der Schwarze Tod, dass man sich allmählich von der galenischen Medizin löste. Papst Klemens selbst sprach sich für eine Sezierung der Seuchenopfer aus, um die Ursache der Krankheit zu entdecken. Die direkte Auseinandersetzung mit dem menschlichen Körper durch anatomische Studien wurde mit größerer Intensität als vor der Pandemie fortgesetzt und damit der erste Schritt in Richtung moderner Medizin und empirischer Wissenschaft getan. Bis zu einer systematischeren Auseinandersetzung mit dem Prinzip der Kontagion („Berührung“) durch den Arzt Girolamo Fracastoro (1483–1533), worauf die mit der Miasmentheorie lange konkurrierende Kontagionstheorie („Kontagionismus“) aufbaute, dauerte es noch fast 200 Jahre.

### Demographische und politische Auswirkungen
Giovanni Boccaccio ist vermutlich der wichtigste Zeitzeuge der Pandemie von 1347 bis 1353. Er hat das Erlebte literarisch in seiner Novellensammlung Decamerone verarbeitet. Über die verheerende Auswirkung des Ausbruchs in Florenz schrieb er:

„So konnte, wer – zumal am Morgen – durch die Stadt gegangen wäre, unzählige Leichen liegen sehen. Dann ließen sie Bahren kommen oder legten, wenn es an diesen fehlte, ihre Toten auf ein bloßes Brett. Auch geschah es, dass auf einer Bahre zwei oder drei davongetragen wurden, und nicht einmal, sondern viele Male hätte man zählen können, wo dieselbe Bahre die Leichen des Mannes und der Frau oder zweier und dreier Brüder und des Vaters und seines Kindes trug.“

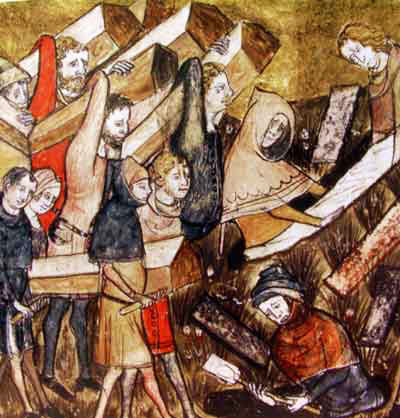
Begräbnis von Opfern der Beulenpest in Tournai. Teil einer Miniatur aus den Chroniken des Abtes Gilles Li Muisis (1272–1352), Bibliothèque royale de Belgique, MS 13076-77, f. 24v.

Historiker gehen allgemein davon aus, dass etwa 20 bis 25 Millionen Menschen, rund ein Drittel der damaligen Bevölkerung Europas, durch den „Schwarzen Tod“ umkamen. Von einer höheren Todesrate geht unter anderem der norwegische Historiker Ole Benedictow aus, dem zufolge etwa 60 % der europäischen Bevölkerung, d. h. ca. 50 von 80 Millionen Einwohnern, dem „Schwarzen Tod“ zum Opfer fielen. Hingegen schätzt der Medizinhistoriker Manfred Vasold die Zahl der Seuchentoten in Deutschland auf rund 10 % der Bevölkerung. Für den Nahen und Mittleren Osten, einschließlich Irak, Iran und Syrien, wird für die Zeit des „Schwarzen Todes“ von einer Sterberate von einem Drittel ausgegangen. Etwa 40 % der Bevölkerung Ägyptens fielen dem „Schwarzen Tod“ zum Opfer. In zeitgenössischen Chroniken genannte Zahlen sind mit Vorsicht zu behandeln, da die Chronisten die Anzahl der Toten eher zu hoch ansetzten, um den Schrecken und die Unbarmherzigkeit dieser Pandemie zum Ausdruck zu bringen. So schätzten beispielsweise die zeitgenössischen Chronisten unter dem Eindruck der ständig vorbeirollenden Leichenwagen die Anzahl der in Avignon Gestorbenen auf bis zu 120.000 Menschen, obwohl Avignon zu dieser Zeit nicht mehr als 50.000 Einwohner hatte. Indes verfügen viele der über die Pest schreibenden Historiker über zuverlässige Informationen. Ihre mitunter gut begründeten Angaben vermitteln den Eindruck, dass der Ansatz eines Drittels der gesamten deutschen Bevölkerung, zu dem sich auch der Medizinhistoriker Klaus Bergdolt bekennt, nicht aus der Luft gegriffen ist, sondern allenfalls nach oben korrigiert werden müsste.
Greifbarer als an Zahlen wird die Verheerung des Schwarzen Todes an Einzelschicksalen: Der Chronist von Siena, Agnolo di Tura, klagte, dass sich keiner mehr finde, der die Toten begrabe, und er eigenhändig seine fünf Kinder habe beerdigen müssen. John Clyn, letzter überlebender Mönch eines irischen Klosters in Kilkenny, schrieb kurz vor seinem eigenen Seuchentod die Hoffnung nieder, dass wenigstens ein Mensch diese Seuche überleben werde, der die von ihm begonnene Seuchenchronik fortsetzen könne. Den italienischen Chronisten Giovanni Villani ereilte der Seuchentod so plötzlich, dass seine Chronik mit einem unvollendeten Satz abbricht. In Venedig starben von 24 Ärzten 20, in Hamburg zählten von 21 Ratsherren 16 zu den Toten. In London erlagen alle Zunftmeister der Schneider und Hutmacher der Seuche. Und kurz nach dem Seuchentod des Erzbischofs von Canterbury starb auch sein designierter Nachfolger, ebenso wie kurz darauf der nächste Amtsanwärter. In Frankreich kam ein Drittel der königlichen Notare und ein Drittel der in Avignon versammelten päpstlichen Kardinäle ums Leben.
Im August 1348 sandte der englische König Eduard III. seine 15-jährige Tochter Johanna nach Spanien, um sie dort mit Peter I., dem kastilischen Thronfolger, zu vermählen. Die aus vier Schiffen bestehende Flotte unterbrach die Reise in Bordeaux (das zu diesem Zeitpunkt bereits schwer von der Pest heimgesucht wurde), wo innerhalb weniger Tage Prinzessin Johanna sowie ihr wichtigster diplomatischer Begleiter auf der Reise, Lordkanzler Robert Bourchier, an der Pest starben, was die Absichten Eduards III., durch die Vermählung ein Bündnis zwischen Kastilien und England zu erreichen, zunichtemachte. Die Leiche der Prinzessin konnte zudem nicht nach England zurück überführt werden – ein Sachverhalt, den Eduard III. normalerweise niemals hätte zulassen wollen und können –, da der Bürgermeister von Bordeaux, Raymond de Bisquale, die am schwersten von der Pest betroffenen Hafenareale in dem verzweifelten Versuch, so eine Eindämmung der Seuche zu erreichen, hatte niederbrennen lassen; allerdings war der Brand außer Kontrolle geraten und hatte auch das örtliche Anwesen des Hauses Plantagenet, das Château de l'Ombrière, vernichtet, wobei aller Wahrscheinlichkeit nach dabei auch die Leiche der Prinzessin verbrannte.
Fast alle vorliegenden Quellen über Opferzahlen entstammen dem urbanen Milieu und bilden nur dieses ab. Überwiegende Teile der Bevölkerung lebten aber auf dem Land, wo ganz andere Lebensbedingungen herrschten und niemand schreiben konnte. Dass der „Schwarze Tod“ nicht gleichmäßig in Europa wütete, sondern einige Gebiete (wie weite Teile Polens und Belgiens sowie Prag) unberührt ließ, während er ganze Landstriche fast entvölkerte, war schon aus schriftlichen Quellen zu erschließen. In größerer Detailtreue zeigt dies eine neuere Studie, die sich palynologischer Daten bedient und europaweit die lokale Nutzung der Landwirtschaft im historischen Verlauf untersucht, woraus sie Veränderungen der Bevölkerungszahlen ableitet.
Der glimpfliche Verlauf der Seuche in Polen wird auf die vorausschauende Grenzschließung Kasimirs zurückgeführt sowie auch auf die ländliche Struktur und den geringen grenzüberschreitenden Handel. Während in Florenz vier Fünftel der Bürger starben, waren es in Mailand nur ca. 15 %, wohl der Maßnahme der Stadtführung zu verdanken, bei Häusern mit Erkrankten die Türen und Erdgeschossfenster zuzumauern. Dadurch konnte der Erkrankte nur die Hausbewohner anstecken, aber nicht noch andere. Franken war von der „großen Pest“ ausgespart, und Süddeutschland insgesamt blieb weitgehend unberührt von der Krankheit. Hamburg und Bremen dagegen wurden massiv von der Pandemie getroffen, ebenso wie beispielsweise Köln. Insgesamt hält Vasold die Auswirkung auf die Bevölkerung in Deutschland für erheblich geringer als in Italien und Frankreich. Auch der Historiker Philip Daileader geht von erheblichen geographischen Unterschieden der demographischen Auswirkungen aus:

“The trend of recent research is pointing to a figure more like 45–50 % of the European population dying during a four-year period. There is a fair amount of geographic variation. In Mediterranean Europe, areas such as Italy, the south of France and Spain, where plague ran for about four years consecutively, it was probably closer to 75–80 % of the population. In Germany and England […] it was probably closer to 20 %.”

„Die Tendenz der jüngeren Forschung deutet darauf hin, dass eher 45–50 % der europäischen Bevölkerung während eines Zeitraums von vier Jahren starb. Es gibt beträchtliche geographische Unterschiede. In den Mittelmeerregionen Europas, Gebieten wie Italien, Südfrankreich und Spanien, wo die Pest vier Jahre lang grassierte, starben wahrscheinlich etwa 75–80 % der Bevölkerung. In Deutschland und England … lag die Todesrate wahrscheinlich näher bei 20 %.“

Die Pandemie hatte zur Folge, dass es mehrere Jahrhunderte dauerte, bis Europa wieder die alte Bevölkerungsdichte erreichte. David Herlihy weist darauf hin, dass die Zahl der in Europa Lebenden erst in den ersten Jahrzehnten des 15. Jahrhunderts nicht mehr weiter abnahm, für fünfzig Jahre auf sehr niedrigem Niveau stagnierte und erst 1460 allmählich wieder anstieg.

### Judenpogrome
Die kirchliche und weltliche Macht verlor angesichts der Hilflosigkeit, mit der sie der Pandemie begegnete, rapide an Autorität. Der Dichter Boccaccio vermerkte in seinem Decamerone:

„In solchem Jammer und in solcher Betrübnis der Stadt war auch das ehrwürdige Ansehen der göttlichen und menschlichen Gesetze fast gesunken und zerstört; denn ihre Diener und Vollstrecker waren gleich den übrigen Einwohnern alle krank oder tot oder hatten so wenig Gehilfen behalten, dass sie keine Amtshandlungen mehr vornehmen konnten. Darum konnte sich jeder erlauben, was er immer wollte.“

Unter dem Autoritätsverlust der weltlichen und kirchlichen Macht litten diejenigen Menschen am meisten, die zu den kulturellen Randgruppen der mittelalterlichen Gesellschaften zählten. So kam es im Zuge der Pandemie zu schweren Judenpogromen, die von den geistlichen und weltlichen Herrschern nicht mehr unterbunden werden konnten und die zur Folge hatten, dass nach 1353 nur noch wenige Juden in Deutschland und den Niederlanden lebten.

#### Pestpogrome

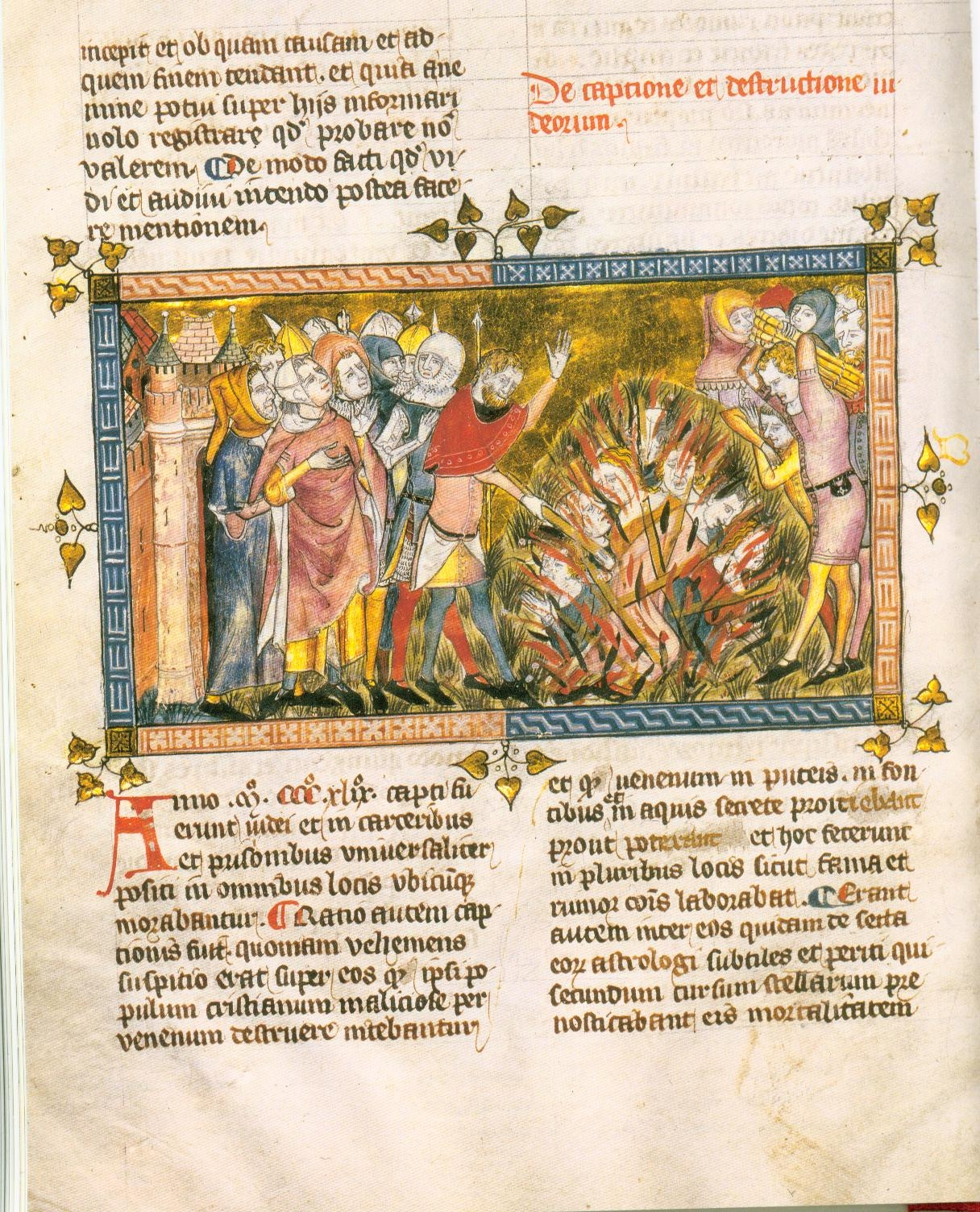
Hinrichtung von Juden, um 1350, Chronik von Gilles Li Muisis, fol. 12v Bibliothèque royale de Belgique

Die Pogrome brachen aus, da das aufgebrachte Volk in den Juden die Schuldigen für die Katastrophe auszumachen glaubte. Ein Breslauer Arzt namens Dr. Heinrich Rybinitz (bzw. Hinricus Rybbinus) stellte angesichts der (Pest-)Epidemie fest, dass die Menschen in ihrer Ratlosigkeit darauf verfallen seien, Juden zu verbrennen und sich gegenseitig zu bekriegen. Erste Übergriffe gegen Juden begannen in Toulon am Palmsonntag 1348: Kurz nachdem es dort zu ersten Pesttoten gekommen war, griffen Teile der Stadtbevölkerung das jüdische Viertel an und töteten 40 Personen. Wenige Tage später gab es Übergriffe auch in Avignon, Grasse sowie anderen Städte in der Provence und dann in Katalonien. Das Gerücht, dass bestimmte Personenkreise Gift in Brunnen und Quellen träufelten, zirkulierte sehr häufig in Notzeiten und wurde beispielsweise 1321 nach dem Hirtenkreuzzug von 1320 Leprakranken vorgeworfen. Sehr schnell nach den ersten Pesttoten wurde dies auch den jüdischen Mitbürgern vorgeworfen: In Savoyen hatten jüdische Angeklagte sich unter der Folter solcher Vergehen für schuldig bekannt. Ihr „Geständnis“ fand in ganz Europa rasch Verbreitung und war die Basis für eine Welle von Übergriffen in der Schweiz und in Deutschland – vor allem im Elsass und entlang des Rheins. Am 9. Januar 1349 wurde in Basel ein Teil der jüdischen Einwohnerschaft ermordet – die Basler Stadträte hatten zuvor zwar die schlimmsten Hetzer aus der Stadt verbannt, mussten unter dem Drängen der Stadtbevölkerung diesen Bann jedoch wieder aufheben und stattdessen die Juden vertreiben. Ein Teil der Vertriebenen wurde festgesetzt und in einem eigens für sie gebauten Haus auf einer Rheininsel verbrannt. In Straßburg versuchte die Stadtregierung gleichfalls, die ansässigen Juden zu schützen, wurde jedoch mit den Stimmen der Zünfte ihres Amtes enthoben. Die neue Straßburger Stadtregierung duldete das anschließende Massaker, dem im Februar 1349 – also zu einem Zeitpunkt, zu dem der Schwarze Tod die Stadt noch nicht erreicht hatte – 900 von 1.884 in Straßburg lebende Juden zum Opfer fielen. Im März 1349 verbrannten sich vierhundert Mitglieder der jüdischen Gemeinde von Worms in ihren Häusern, um der Zwangstaufe zu entgehen; im Juli 1349 beging auch die jüdische Gemeinde von Frankfurt auf diese Weise Selbstmord. In Mainz griffen Juden zur Selbstverteidigung und töteten 200 angreifende Stadtbürger. Selbst die in Mainz lebende jüdische Gemeinde – damals die größte in Europa – beging letztlich Selbstmord durch Anzünden der eigenen Häuser. Die Pogrome setzten sich bis Ende des Jahres 1349 fort. Die letzten fanden in Antwerpen und Brüssel statt. Für Städte wie Freiburg im Breisgau, Köln, Augsburg, Nürnberg, Königsberg und Regensburg wird angenommen, dass noch vor dem lokalen Ausbruch der Seuche Flagellanten Teile der Bevölkerung aufhetzten, die jüdische Bevölkerung als Brunnenvergifter zu ermorden. Die neuere Forschung geht jedoch davon aus, dass das Abwälzen der Schuld auf die Geißler zumeist lediglich als „bequemer Rechtfertigungsversuch“ (Haverkamp) der Geschichtsschreibung des 14. Jahrhunderts für die Morde zu werten ist. Neben der Suche nach einem Sündenbock und einer seit dem 12. Jahrhundert angestiegenen Intoleranz der Kirche gegenüber Andersgläubigen war auch Habgier ein wesentliches Motiv für den Mord an jüdischen Mitbürgern. Die Bedeutung der Juden als Geldverleiher war zwar nicht mehr so groß wie noch im 12. und 13. Jahrhundert, doch offenbar sah ein großer Teil der Bevölkerung im Mord an den Juden auch die Möglichkeit, sich ihrer Gläubiger zu entledigen. So war der Augsburger Bürgermeister Heinrich Portner bei jüdischen Geldleihern hoch verschuldet und ließ den Mord an den Juden bereitwillig geschehen.

#### Reaktion der weltlichen und der kirchlichen Macht
Es fehlte nicht an Personen, die auf das Unrecht dieser Morde aufmerksam machten. Bereits am 4. Juli 1348 wandte sich der in Avignon lebende Papst Klemens VI. in einer Bulle gegen die Verfolgung von Juden. Die päpstliche Bulle wirkte nur in Avignon und trug ansonsten verhältnismäßig wenig zum Schutz der Juden bei. Daher folgte am 26. September 1348 eine zweite päpstliche Bulle mit dem Titel Quamvis perfidiam. Die Anschuldigung, die Juden würden durch das Vergiften von Brunnen die Seuche verbreiten, bezeichnete er darin als „unvorstellbar“, da sie in Gegenden der Erde wüte, wo keine Juden lebten, und dort, wo sie lebten, sie selbst Opfer der Seuche würden. Er forderte die Geistlichkeit auf, die Juden unter ihren Schutz zu stellen. Klemens VI. – der selbst hebräische Manuskripte sammelte – untersagte außerdem, Juden ohne Gerichtsverfahren zu töten oder sie auszuplündern. Er drohte den Verfolgern die Strafe der Exkommunikation an. Die Geißlerbanden, die sich bei den Judenpogromen besonders hervorgetan hatten, erklärte er zu Häretikern. Ähnlich wirkungslos blieben auch die Maßnahmen, die Königin Johanna I. von Neapel ergriff und die im Mai 1348 die Steuerlast der in ihrem provenzalischen Herrschaftsgebiet lebenden Juden um die Hälfte reduzierte, um den Plünderungen Rechnung zu tragen. Im Juni desselben Jahres wurden ihre Beamten aus den provenzalischen Städten vertrieben, was die Schutzlosigkeit der Juden aufgrund des fortschreitenden Autoritätsverlusts der Herrschenden illustriert. Ebenso wie Papst Klemens waren Peter IV. von Aragon, Albrecht II. von Österreich und Kasimir III. von Polen entschiedene Beschützer ihrer jüdischen Einwohner. Wenn sie auch Gewalttaten nicht gänzlich unterbinden konnten, blieben solche Massaker wie in Brüssel und Basel aus. Kasimir III. bot darüber hinaus den Juden an, sich in seinem Herrschaftsgebiet anzusiedeln. Es setzte eine Emigration vor allem von deutschen Juden nach Polen ein, die bis ins 16. Jahrhundert anhielt. In der Ansiedlung jüdischer Bürger sah Kasimir III. die Möglichkeit, die Größe der durch die Mongolenraubzüge dezimierten Bevölkerung zu erhöhen und damit sein Land wirtschaftlich weiterzuentwickeln.
Auf der anderen Seite fehlte es nicht an weltlichen Herrschern, die sich die sogenannten Pestpogrome zu Nutze machten. Der römisch-deutsche König Karl IV. machte sich mindestens der Mitwisserschaft schuldig: Um seine Schulden zu tilgen, verpfändete Karl das königliche Judenregal, unter anderem an Frankfurt am Main. Es wurde gar geregelt, was mit dem Besitz von Juden zu geschehen habe, falls „die Juden daselbst nächstens erschlagen“ würden (Frankfurter Urkunden vom 23., 25., 27. und 28. Juni 1349, bezogen auf Nürnberg, Rothenburg ob der Tauber und Frankfurt am Main). Obwohl er in seinem Herrschaftsbereich die Juden effektiv schützen konnte, wirft dieses Ereignis viele Fragen bezüglich Karls Charakter auf, besonders da Karl sonst immer bestrebt war, das Bild eines gerechten christlichen Herrschers zu vermitteln. Dabei verstieß nämlich die Duldung der Morde auch gegen das damalige Rechtsverständnis, da die Juden unter dem direkten Schutz des Königs standen und dafür auch Zahlungen leisteten. Noch weiter ging der Markgraf von Meißen, der zu Beginn des Jahres 1349 die Stadtbevölkerung von Meißen aufforderte, Juden zu attackieren, und ihnen zusicherte, dass solchen Übergriffen keine Sanktionen folgen würden.

### Langfristige Auswirkungen

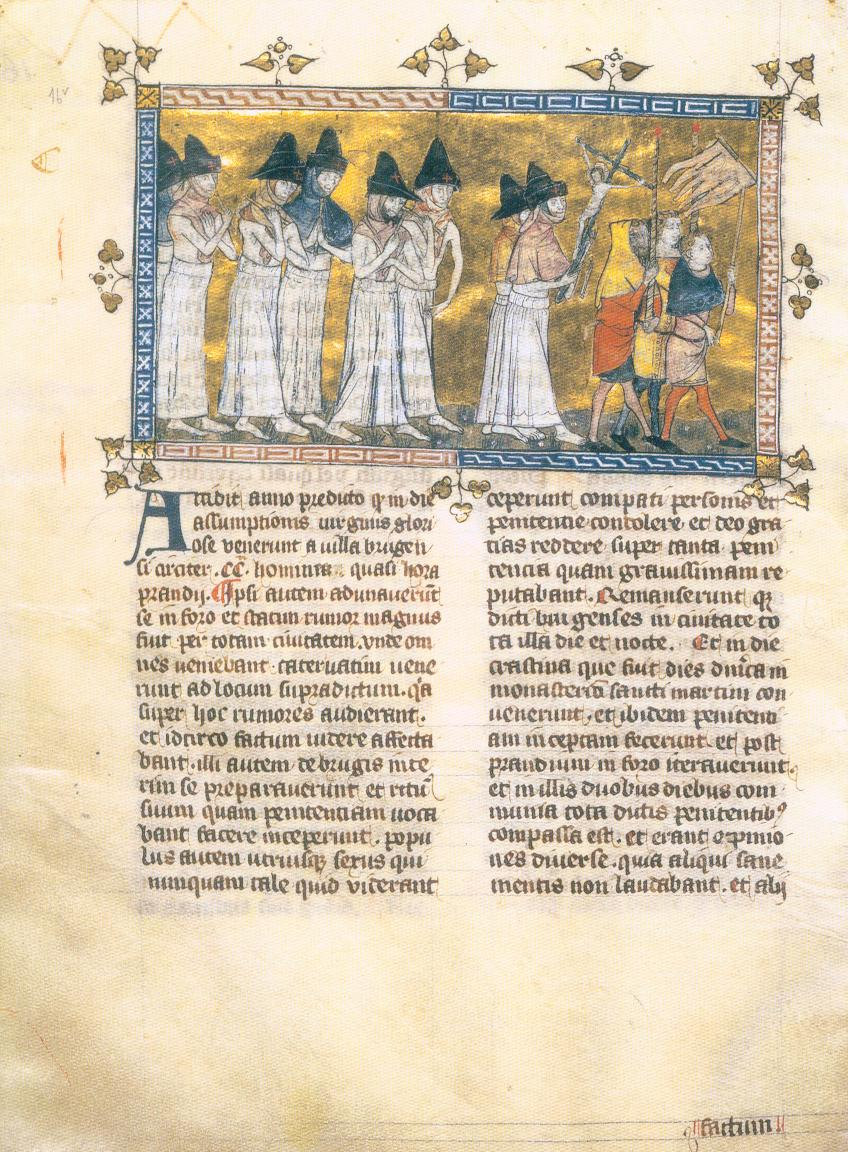
Darstellung der Geißlerzüge, um 1350, Chronik von Gilles Li Muisis, fol. 16v Bibliothèque royale de Belgique, Brüssel

Langfristig bewirkte und beschleunigte die Seuche einen tiefgreifenden Wandel in der mittelalterlichen Gesellschaft Europas.
Wie David Herlihy zeigt, konnten die Generationen nach 1348 nicht einfach die sozialen und kulturellen Muster des 13. Jahrhunderts beibehalten. Der massive Bevölkerungseinbruch bewirkte eine Umstrukturierung der Gesellschaft, die sich langfristig positiv bemerkbar gemacht habe. So bezeichnete Herlihy die Pandemie als „die Stunde der neuen Männer“: Die Entvölkerung ermöglichte einem größeren Prozentsatz der Bevölkerung den Zugang zu Bauernhöfen und lohnenden Arbeitsplätzen. Unrentabel gewordene Grenzböden wurden aufgegeben, was in manchen Regionen dazu führte, dass Dörfer verlassen oder nicht mehr wiederbesiedelt wurden (sogenannte Wüstungen), die im Hochmittelalter im Zuge des Landesausbaus abgeholzten Wälder breiteten sich wieder aus. Die Zünfte ließen nun auch Mitglieder zu, denen man zuvor die Aufnahme verweigert hatte. Während der Markt für landwirtschaftliche Pachten zusammenbrach, stiegen die Löhne in den Städten deutlich an. Damit konnte sich eine größere Anzahl von Menschen einen höheren Lebensstandard leisten als jemals zuvor; allerdings kam es teilweise auch zu Nahrungsmittelknappheit, weil viele Felder nicht mehr bewirtschaftet wurden, so z. B. in England, wo die Löhne für Landarbeiter stark anstiegen. Obwohl die Adeligen 1349 im Parlament das Statute of Labourers durchsetzten, das die Löhne für Feldarbeit begrenzte, wurden die Landarbeiter zusätzlich mit Naturalien bezahlt. Die Lohnkonflikte führten schließlich zum großen Bauernaufstand von 1381, in dessen Folge England als erstes Land Europas die Leibeigenschaft abschaffte. Freie Bauern wurden in der Folge durch Pächter ersetzt, die weniger arbeitsintensive Schafzucht verdrängte den Ackerbau.
Ein Tiefstand der Bevölkerung wurde in Europa um 1400 erreicht. Der deutliche Anstieg der Arbeitskosten sorgte dafür, dass manuelle Arbeit zunehmend mechanisiert wurde. Damit wurde das Spätmittelalter zu einer Zeit eindrucksvoller technischer Errungenschaften. David Herlihy nennt als Beispiel den Buchdruck: Solange die Löhne von Schreibern niedrig waren, war das handschriftliche Kopieren von Büchern eine zufriedenstellende Reproduktionsmethode. Mit dem Anstieg der Löhne setzten umfangreiche technische Experimente ein, die letztlich zur Erfindung des Buchdrucks mit beweglichen Lettern durch Johannes Gutenberg führten.
In Italien, insbesondere in der Toskana, schwächte die Seuche die Adelsherrschaft und führte zum Aufstieg der Handwerker und kleinen Händler, die oft Schuldner der Juden waren. Diese verloren oft den Schutz der Fürsten. Grund und Boden wurden relativ entwertet, da sie nun im Überfluss vorhanden waren, während Kapital an Bedeutung gewann und leichter akkumuliert werden konnte.
Die Kirche – von zahlreichen Seuchenopfern als Erbe eingesetzt – ging reicher, aber unpopulärer aus der Zeit des „Schwarzen Todes“ hervor. Weder hatte sie eine zufriedenstellende Antwort auf die Frage gefunden, warum Gott der Menschheit eine solche Prüfung auferlegt hatte, noch hatte sie geistlichen Beistand geleistet, als das Bedürfnis der Menschen danach am größten war. Die Bewegung der Flagellanten hatte die Autorität der Kirche auf die Probe gestellt. Auch nach dem Abklingen dieser Bewegung suchten viele Gott bei mystischen Sekten und in Reformbewegungen, was letztlich die katholische Glaubenseinheit auseinanderbrechen ließ.
Insbesondere der österreichische Kulturhistoriker Egon Friedell vertrat in seinem Werk Kulturgeschichte der Neuzeit die Auffassung, dass die Seuche der Jahre 1348/49 die Krise des mittelalterlichen Welt- und Menschenbildes verursacht und bis dahin bestehende Glaubensgewissheiten erschüttert habe. Er sieht eine direkte, kausale Verbindung zwischen der Katastrophe des „Schwarzen Todes“ und der Renaissance.

## Rückkehr der Pest in den folgenden Jahren

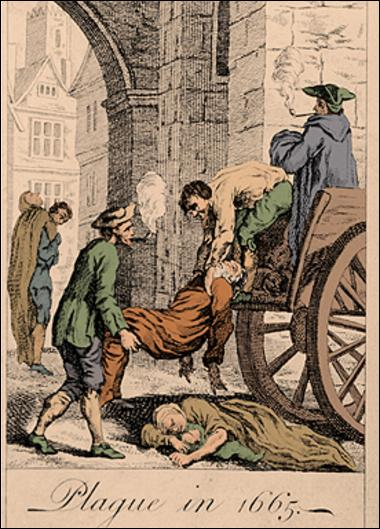
Die Große Pest von London von 1665 war der letzte große Ausbruch der Beulenpest in England

Die erste große Pandemiewelle, die als „Schwarzer Tod“ in die Geschichtsbücher einging, endete 1353. Sie flackerte in den Folgejahren immer wieder in einzelnen Regionen Europas auf, da sich die Seuche endemisierte: In lokalen und regionalen Epidemien suchte sie die nächsten drei Jahrhunderte in nahezu regelmäßigen Abständen europäisches Gebiet heim, so im Jahr 1400 als zweitschlimmste Epidemie des ausgehenden Mittelalters bzw. der jungen Neuzeit. Wenn auch die Zahl der Toten bei dieser zweiten großen Pandemiewelle nicht so hoch war, starben dabei vor allem Kinder und Jugendliche. Weitere große Pestepidemien in Europa waren etwa die Große Pest von London 1665/1666, bei der in Südengland etwa 100.000 Menschen starben (davon alleine 70.000 in London und damit etwa ein Fünftel der Stadtbevölkerung) oder die Große Pest von 1708 bis 1714 in Nord- und Osteuropa mit etwa einer Million Toten. Die bislang letzte Pestepidemie in Westeuropa, die Große Pest von Marseille, ereignete sich im Jahr 1720. Ende des 19. Jahrhunderts begann in China die dritte Pest-Pandemie.

## Schwarzer Tod in Kunst und Literatur
Die meisten Kunstwerke, die die Auswirkungen des Schwarzen Todes thematisieren, entstanden erst nach den Pandemiejahren 1347 bis 1353. Sie sind deshalb im Artikel Geschichte der Pest behandelt. Eine Ausnahme stellt Il Decamerone des Giovanni Boccaccio dar, das nach heutigem Wissensstand zwischen 1350 und 1353 geschrieben wurde. Ort der Rahmenhandlung ist ein Landhaus in den Hügeln von Florenz, zwei Meilen vom damaligen Stadtkern von Florenz entfernt. In dieses Landhaus sind sieben Mädchen und drei junge Männer vor dem Schwarzen Tod geflüchtet, der im Frühjahr und Sommer des Jahres 1348 Florenz heimsuchte. Die Einleitung des Buches ist eine der detailliertesten mittelalterlichen Quellen über die Auswirkung des Schwarzen Todes in einer Stadt.
Der Schwarze Tod wurde auch in der Kunst des ausgehenden Mittelalters zu einem wichtigen Thema. Künstler wie der Lübecker Maler und Bildschnitzer Bernt Notke stellten das Geschehen in Form des Totentanzes eindrucksvoll dar, das auch in der Musik verarbeitet wurde. Der Schwarze Tod fand auch bei dem Bauernkriegspanorama von Werner Tübke Verwendung. Er wurde dort symbolisiert durch einen großen offenen Sarg mit den Todkranken in der Szene „Die Pestkranken“.